# Santuario di Cunéy
Il santuario di Cunéy (pron. fr. AFI: [kynei]; detto anche santuario di Notre-Dame-des-Neiges) si trova nel vallone di Saint-Barthélemy in Valle d'Aosta.

## Ubicazione
Il santuario, posto a 2.656 m s.l.m. è costruito ai piedi della Becca du Merlo nella Combe de Cunéy sopra Lignan, frazione di Nus.
Nei pressi del santuario si trova il Rifugio Oratorio di Cunéy.

## Storia
La leggenda narra che alcuni pastori trovarono sul luogo una statua della Madonna e la vollero portare a Lignan. Miracolosamente ritornò sul posto. Allora fu decisa la costruzione di un santuario. Il primo santuario fu consacrato il 26 luglio 1659.
L'attuale edificio fu consacrato il 25 agosto 1869.

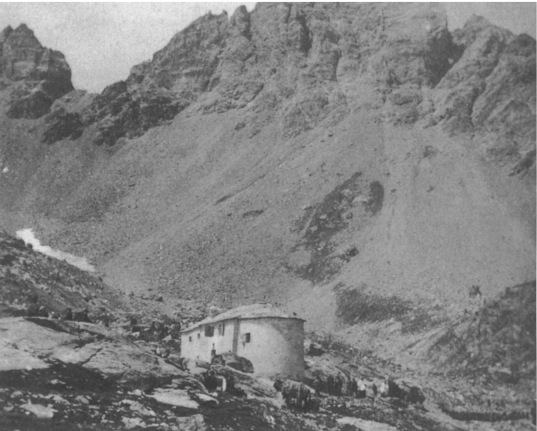
Il  santuario di Cunéy in una foto del 1892. È la foto più antica del santuario che si conosca.
Una carovana di muli sale verso il santuario di Cunéy per la festa del patrono. Foto del 1954.
Una processione sale verso il santuario di Cunéy con la madonna di Cunéy portata a spalla. Foto del 1954.